# Brian Kennedy
Brian Kennedy Seals é um produtor e compositor norte-americano de Luisiana. Destacou-se em trabalhos de álbuns como Ciara: The Evolution de Ciara e Rated R de Rihanna. Venceu ainda um Grammy na edição de 2009, e ainda duas nomeações pela produção de singles como "Disturbia" de Rihanna e "Forever" de Chris Brown. É também fundador do estúdio Classik Recording Studio na Califórnia.